# Mausoleum Ehrenhausen

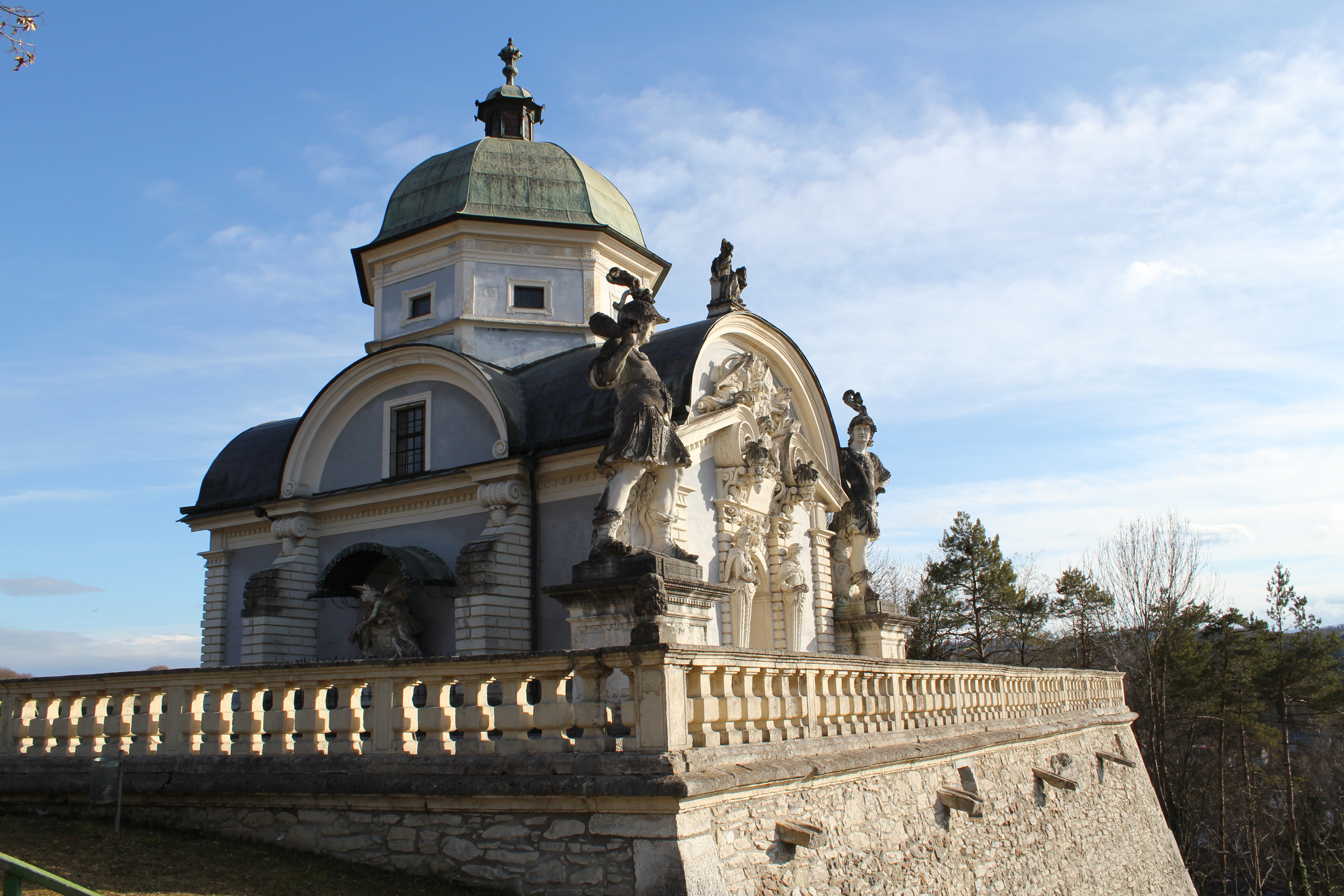
Mausoleum Ruprechts von Eggenberg in Ehrenhausen (2011)

Das Mausoleum Ehrenhausen befindet sich auf einer künstlich angelegten Terrasse auf dem Schlossberg zu Ehrenhausen in der Steiermark. Es soll mit Unterbrechungen zwischen 1609 und 1693 im Auftrag Ruprechts von Eggenberg (1546–1611) erbaut und möglicherweise vom kaiserlichen Hofkünstler Giovanni Pietro de Pomis geplant gewesen sein. Die Bauarbeiten sollen diversen Berichten und Schreiben zufolge bereits Jahre davor begonnen haben. Das Mausoleum zählt es zu den Hauptwerken manieristischer Architektur in Österreich. Das Gebäude steht unter Denkmalschutz (Listeneintrag).

## Geschichte

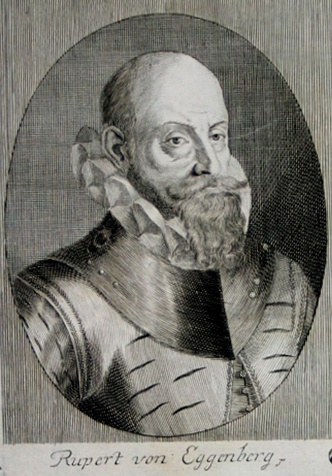
Ruprecht von Eggenberg (1546–1611), Auftraggeber des Mausoleums Ehrenhausen

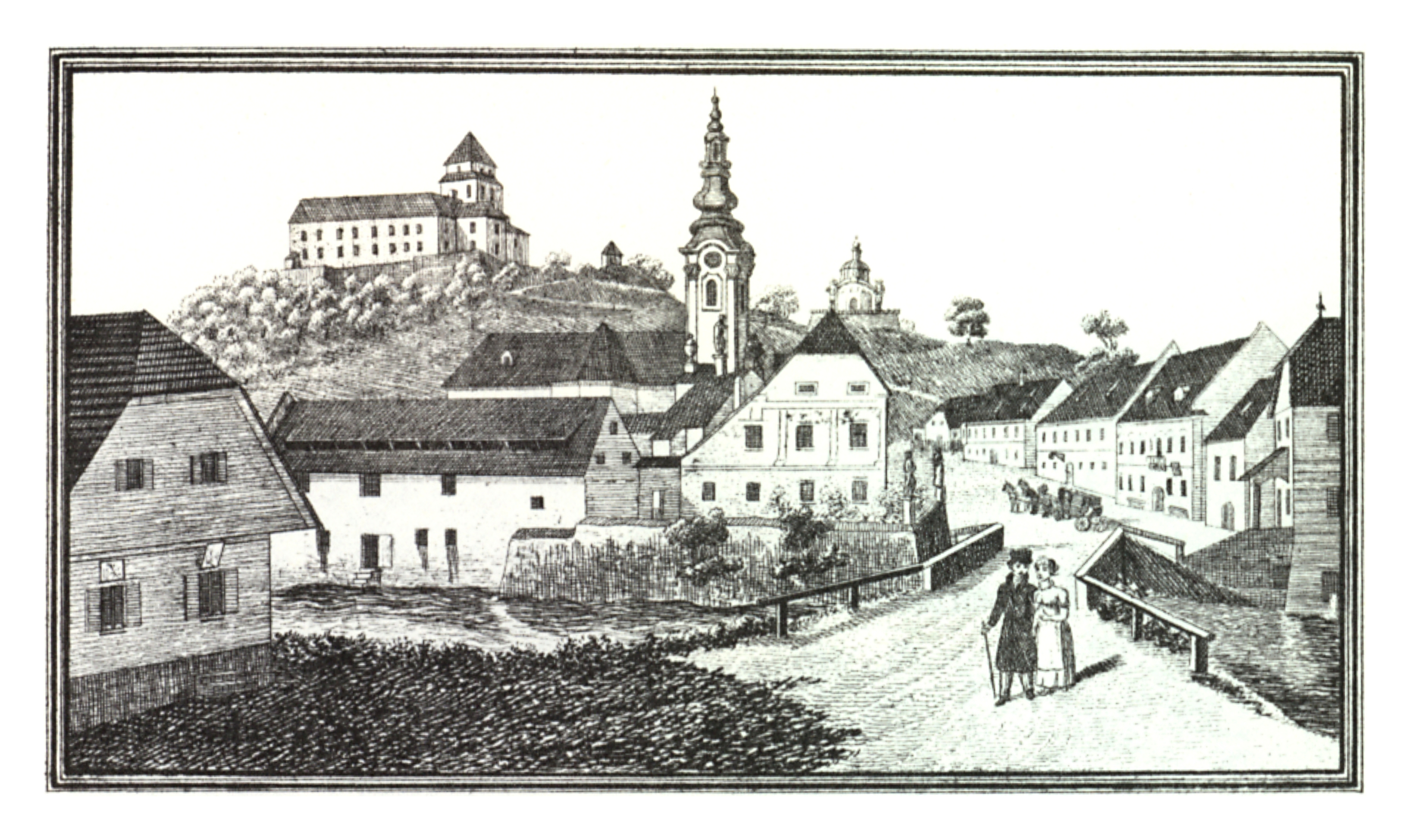
Schloss und Markt Ehrenhausen um 1820, Lith. J.F. Kaiser – auf der Anhöhe über dem Markt das Mausoleum

1542/43 musste Graf Georg von Schaunberg († 1559) das Schloss zu Ehrenhausen samt Meierhof an Christoph von Eggenberg († 1553) aus der Radkersburger Linie der Adelsfamilie Eggenberg verkaufen. Der Bauherr des Mausoleums in Ehrenhausen, der kaiserliche Offizier Ruprecht von Eggenberg (1546–1611), war ein Sohn des Christoph von Eggenberg und der Helene von Fieger. Ruprecht von Eggenberg war damit ein Urenkel jenes 1481 verstorbenen Hans Eggenberger, dessen Grabdenkmal an der Stadtpfarrkirche Bad Radkersburg zu sehen ist, ein Bruder jenes Bartholomäus von Eggenberg, dessen Epitaph sich in der Pfarrkirche Ehrenhausen befindet, sowie ein Vetter jenes Hans Ulrich von Eggenberg, der das Schloss Eggenberg bei Graz erbauen ließ.
Am 22. Juni 1593 besiegten habsburgische Truppen unter den drei Befehlshabern Ruprecht von Eggenberg, Andreas von Auersperg und Toma Erdődy in der Schlacht bei Sissek eine türkische Übermacht unter Telli Hassan Pascha. Eggenberg erhielt 1594 das Kommando über die österreichischen Truppen an der kroatischen Militärgrenze und eroberte 1595 die türkische Festung Petrinia. 1596 wurde er zum Feldobristen in Ober-Ungarn ernannt, 1597 zum General-Feld-Obrist-Feldzeugmeister. Er wurde wegen seiner Verdienste im Jahre 1598 mit dem gesamten Haus Eggenberg in den Freiherrenstand erhoben, quittierte 1606 den Dienst und zog sich nach Graz zurück, wo er 1611 starb. Seine Leistungen gelten als Grundstein für den weiteren Aufstieg der Familie.
In seinem Testament von 1609 hatte er festgelegt, dass er am Schlossberg zu Ehrenhausen in einem Mausoleum beigesetzt werden solle. Laut Peter Stauder soll Ruprecht von Eggenberg den Entschluss, bei seinem Schloss eine Begräbnisstätte zu errichten, bereits 1595 gefasst haben. Er bestimmte dieses Mausoleum in seinem Testament zur Grablege für sich und alle männlichen Nachkommen seines Geschlechts, sofern sie als Offiziere im Generals- oder Obristenrang gedient hatten und katholisch gewesen waren.
Als Baumeister fungierte ein vermutlich aus dem Norden zugewanderter Johann Waldter, dessen Bauplastik an das niederländische Barock angelehnt war. Als Erbauungszeit wird zumeist die Zeit von 1609 bis 1614 angegeben, wobei die Bauarbeiten diversen Berichten und Schreiben zufolge bereits Jahre davor begonnen haben sollen. So geht etwa aus einem vom 4. Juni 1603 datierten Bericht des Verwalters in Ehrenhausen an Ruprecht von Eggenberg in Raab hervor, dass die Mauer mit der Bastion bis zum Kranz fertig sei. Die steinerne Balustrade rund um das Mausoleum trägt die Jahreszahl 1610. Die angegebenen Baukosten betrugen umgerechnet rund 10.000 Gulden.
Da der Bauherr bereits 1611 unvermählt und kinderlos gestorben war, ging die Herrschaft Ehrenhausen, die Ruprecht von Eggenberg in seinem zwei Jahre zuvor verfassten Testament zum Fideikommiss bestimmt und seinen Neffen Wolf von Eggenberg (1580–1615) an Kindesstelle angenommen hatte, an ebendiesen. Der weitere Bau wurde zunächst unter seinem Neffen und Erben, der zu dieser Zeit General-Obrist an der kroatischen Grenze und Sohn von Bartholomäus von Eggenberg und der Justine von Breuner war, weitergeführt. Dessen früher Tod nur vier Jahre später, finanzielle Schwierigkeiten sowie das Aussterben der Ehrenhausener Linie verursachten eine lange Baupause; erst 1680 setzte man die Arbeiten am Mausoleum fort.
In der Zwischenzeit war Ehrenhausen 1624 durch Kaiser Ferdinand II. zum Markt erhoben worden, auch erfolgte der Umbau der Burg zu einem Schloss. Nach dem Erlöschen der Ehrenhausener Linie der Familie Eggenberg 1646 waren Markt und Schloss Ehrenhausen zudem in den Besitz der Grazer Linie der Familie Eggenberg übergegangen. Unter Johann Christian von Eggenberg (1641–1710) aus der Grazer Linie der Familie wurde das Mausoleum bis 1693 fertiggestellt. Dabei wirkten Künstler und Handwerker mit, mit denen die Eggenberg schon in Graz gute Erfahrungen gemacht hatten, darunter der Bildhauer Andreas Marx, der Steinmetz Johann Baptist Carlone, die Stuckateure Joseph und Alexander Serenio sowie der Maler Hans Adam Weissenkircher.
Am 19. April 1693, 84 Jahre nach Baubeginn, wurde das Mausoleum eingeweiht. Entsprechend seinem letzten Willen fand Ruprecht von Eggenberg darin seine letzte Ruhe, ebenso sein Neffe und Universalerbe Wolf von Eggenberg.

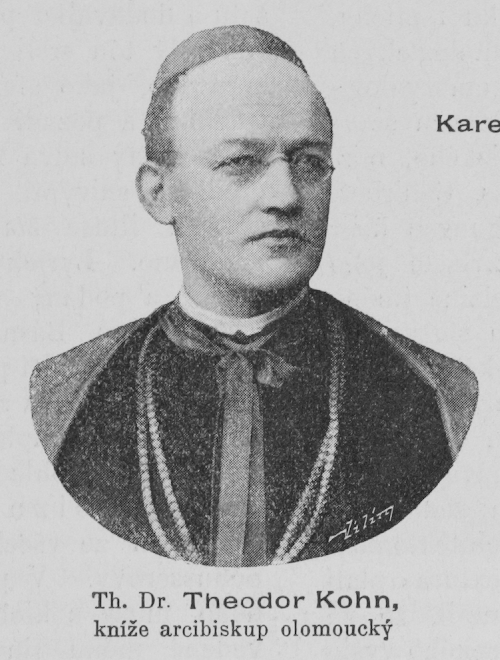
Fürsterzbischof Theodor Kohn (1897)

Nach dem Erlöschen der Familie Eggenberg nach dem frühen Tod von Johann Christian II. von Eggenberg (1704–1717), der 13-jährig an den Folgen einer Blinddarmentzündung starb, setzte ein rascher Besitzwechsel des Schlosses Ehrenhausen und des daneben auf dem Schlossberg gelegenen Mausoleums ein. Zehn Jahre nach dem Tod von Johann Christian II. kam die Herrschaft 1727 an Maria Charlotte Fürstin Eggenberg, die die Herrschaft 1755 an Maria Theresia Gräfin Leslie (geborene Fürstin Eggenberg) vererbte. 1776 ging es in den Besitz von deren Sohn Anton Graf Leslie, der es nach seinem Tod 1802, zwei Jahre später an seine Schwester Rosalia Gräfin Attems vererbte, in deren Familie es bis 1889 blieb. Die nächste Eigentümerin des großflächigen Anwesens war ab 1889 Adéle Kosztolányi. Nachdem Paul Clemens Salvi 1897 die verwitwete Kosztolányi geheiratet hatte, war er spätestens ab 1898 ein Miteigentümer der Liegenschaften. Gegen eine lebenslängliche Pension veräußerte Salvi das Anwesen 1904.
Im Jahr 1904 erwarb das Schloss der resignierte Fürsterzbischof von Olmütz, Theodor Kohn (1845–1915), lebte hier bis zu seinem Tod im Jahre 1915 und ließ sich ebenfalls im Mausoleum bestatten. Er vermachte das Mausoleum dem Land Steiermark, in dessen Eigentum es sich seit 1920 befindet. Zwischenzeitlich war die Herrschaft Ehrenhausen noch von 1915 bis 1918 im Besitz der Erben Kohns und soll danach in den gemeinsamen Besitz der bürgerlichen Familien Haberhauer und Richter (bis 1922 auch Weiß) gekommen sein.
Die Anlage steht unter Denkmalschutz. Führungen sind gegen Voranmeldung bei der Gutsverwaltung des Schlosses möglich. Das Schloss Ehrenhausen blieb in Privatbesitz.

## Baubeschreibung

### Außenbau
Das mit Steinbalustraden eingefriedete barocke Mausoleum steht auf dem Schlossberg von Ehrenhausen auf einer sich hoch über dem bewaldeten Abhang im Westen erhebenden künstlich angelegten Terrasse. Das Mausoleum ist von der Grundform her ein schlichter, tonnengewölbter Rechteckbau mit Seitenstreben und mit achteckigem, glockenförmig überkuppelten Mitteltambour mit zierlicher Laterne als oberem Abschluss, der freilich an seiner Schauseite mit barockem Skulpturenschmuck überladen ist. Insbesondere die Westfassade (Talseite) der Anlage ist als Schauseite ausgebildet mit zwei gigantischen, mit Sockel 9 m hohen Plastiken antiker Helden als Grabwächtern, der im Norden mit geschulterter Keule, die die eigentlich vorgesehenen Obelisken der ursprünglichen Planung ersetzten.
Stilkritische Untersuchungen bringen eine Verbindung zu Giovanni Pietro de Pomis, dem Erbauer des Mausoleums für Kaiser Ferdinand II. in Graz. Johann Bernhard Fischer von Erlach als Erbauer scheidet wohl aus, da dieser erst 1686 von seinen Studien aus Rom zurückkehrte und 1689–1690 den Künstlern Alexander und Joseph Serenio Entwürfe für Stuckdekorationen lieferte. Andere Experten wie etwa der Historiker Hermann Egger, damals Vorstand des kunsthistorischen Instituts der Universität Graz, geht davon aus, dass es sich hierbei eventuell doch um ein frühes Erstlingswerk des Bernhard Fischer von Erlach handeln könnte, da ansonsten wohl kein in der Steiermark wirkender Baukünstler vor Fischers Rückkehr aus Italien imstande gewesen wäre, eine solche Gestaltung vorzunehmen. Doch lagen auch ihm keine Beweise hierfür vor.

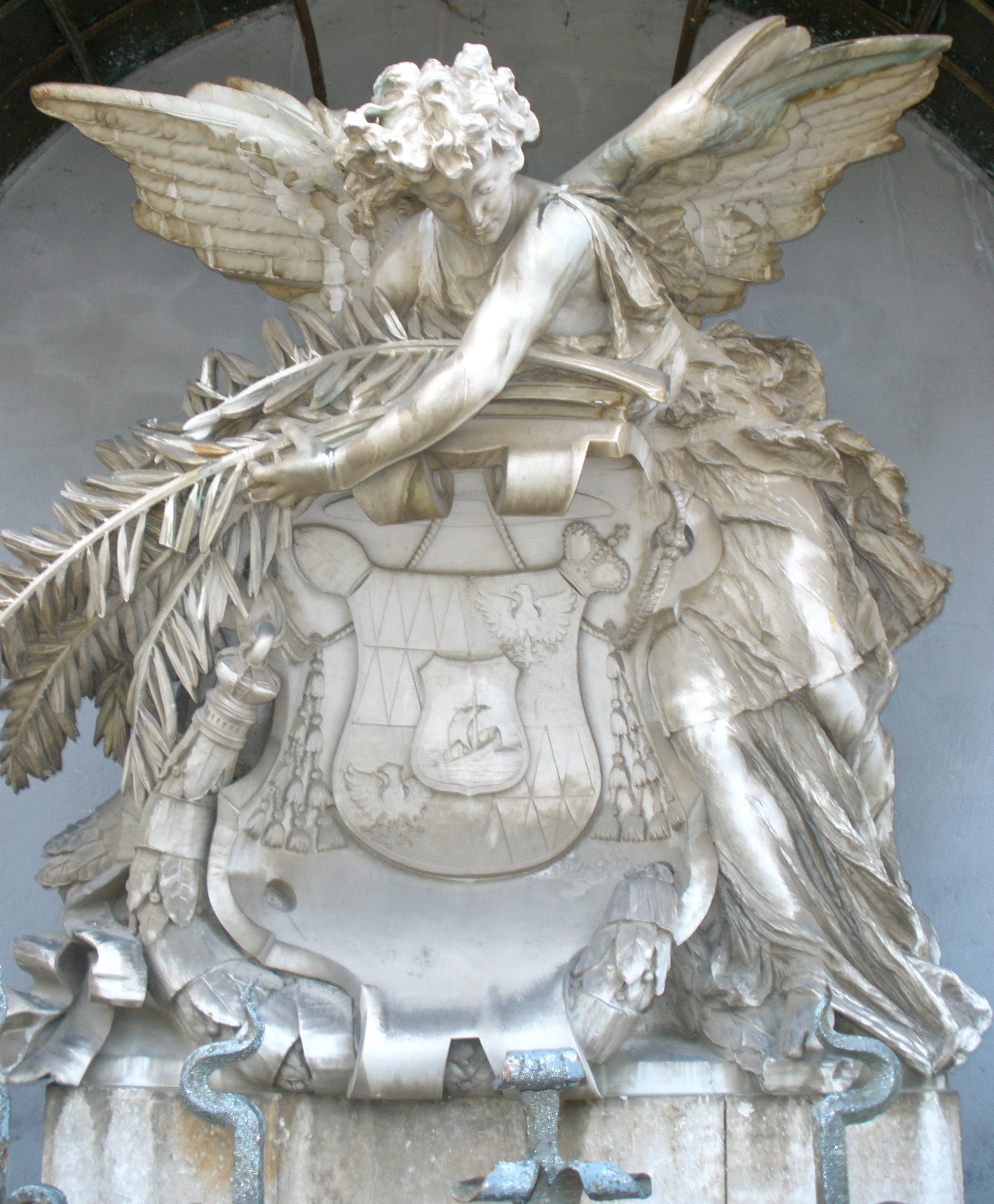
Wappenrelief Theodor Kohns, das die Außenmauer des Mausoleums ziert (2011)

Die manieristische Gestaltung der Schaufront des Mausoleums (1682–1688) mit den zwei Grabwächterfiguren in Form antiker Krieger (mit Löwenfell, Keule, nackten Beinen) aus Aflenzer Sandstein und der zeitgenössischen Darstellung eines Renaissance-Condottiere ist das Werk von Andreas Marx, einem Eggenberg'schen Bildhauer, der aus der Werkstatt von Fischer von Erlachs Vater stammte. Dies legen die Art der Helme, Rüstungsdetails, die Ausführung der Morgensterne und Schwerter nahe. Von Andreas Marx stammt auch die Figur des heiligen Rupert auf dem Dachfirst. Die Siege über die Türken zu Lande und zu Wasser werden an den Sockeln dargestellt (eine Galeere für die Seeschlacht von Lepanto 1571). Einen weiteren Bezug zu den Türkenkriegen stellen die männlichen Hermen am Eingang dar, die eine „türkische“ Kopfbedeckung tragen. Erwähnt werden sollte auch, dass die Baukosten aus der Türkenbeute bestritten wurden.
Oberhalb des Portals befindet sich das Stammwappen der Eggenberger mit dem Wahlspruch: „POST ONVS HONOS“ (dt.: Nach der Last die Ehre). Das Wappen wird von einem Lorbeerkranz eingefasst. Zwei Engel dienen als Schildhalter, wobei der vom Betrachter aus rechte Engel in seiner Hand eine hinter dem Schild aufgerichtete bosnische Fahne hält. Diese zeigt einen Wappenschild, darin ein Arm, der einen Handschar (orientalischen Säbel) hält.
Nach der Bestattung des Fürsterzbischofs Theodor Kohn 1915 wurde die Außendekoration des Mausoleums an der Nordseite um einen in Paris gefertigten trauernden Marmorengel mit dem Wappen des Verstorbenen ergänzt. Auf dem Schild des Bischofswappens ruht ein Galero mit je 10 Fiocchi (Quasten) in vier Reihen zu beiden Seiten, daneben zusätzlich eine Inful und eine Krone jeweils schräg nach außen angesetzt.

### Innenbau

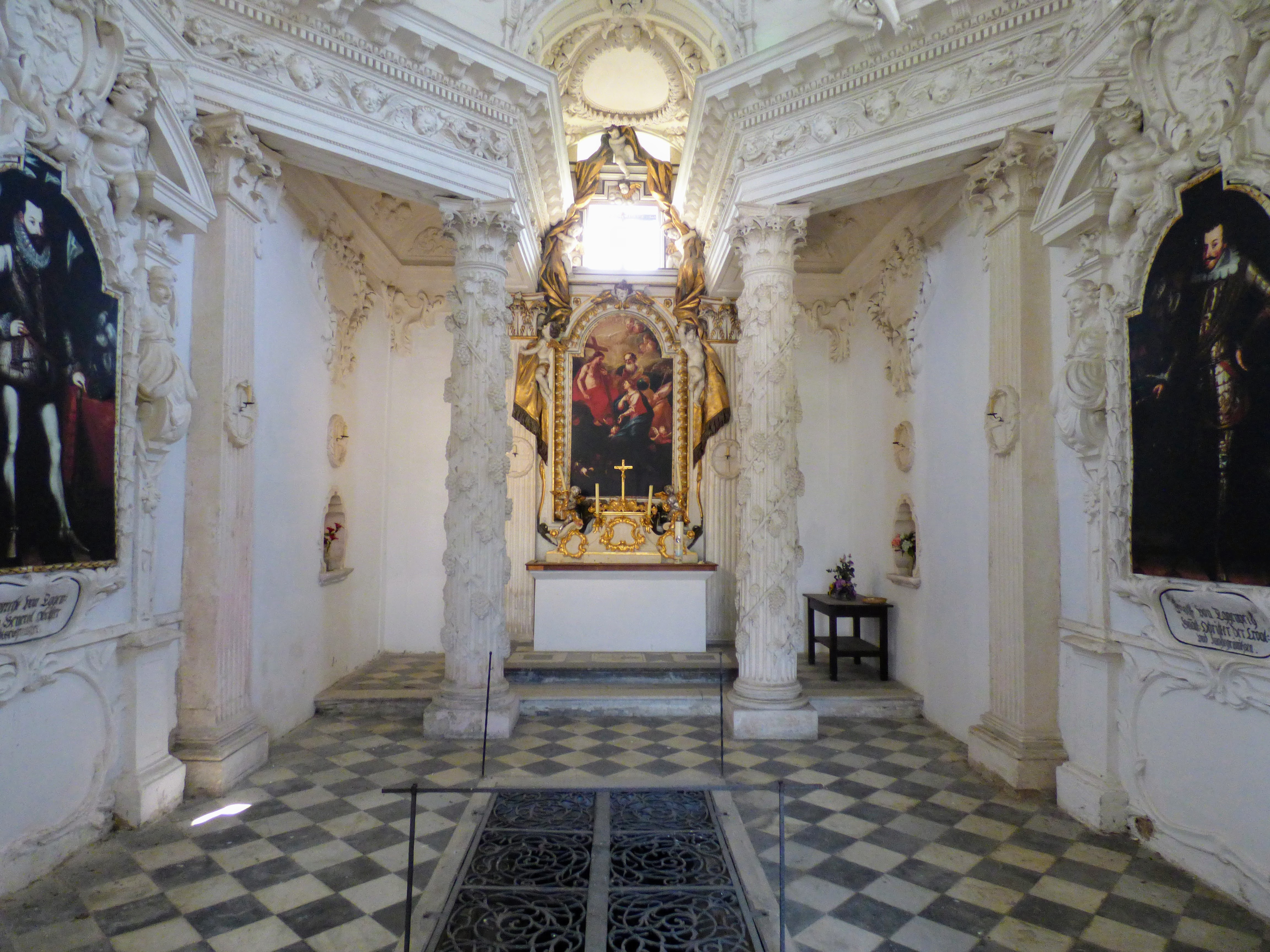
Inneres des Mausoleums (2020)

Das Innere des Mausoleums zeigt in seiner Dekoration reinsten Barock mit seiner beschwingten Form. Im Laufe der Ausführung der Innengestaltung wurden in das rechteckige Tonnengewölbe vier Säulen – mit Weinlaub umrankt – gesetzt, welche die achteckige Kuppel mit einer Laterne tragen.
Der Kapellenraum selbst ist ganz in Weiß gehalten und trägt einen mehrgliedrigen Stuckdekor von Alexander und Joseph Serenio. Vier größere sitzende Vollfiguren weisen auf den Ernst der Grablege hin und tragen Embleme des Todes: Stundenglas, Totenschädel, verrauchende und erloschene Fackel.
Das Altarbild in der sogenannten Heilandskapelle stammt von Hans Adam Weissenkircher und ist A. Weissenkircher, 1691 signiert. Es zeigt Maria und den heiligen Rupert, die von der heiligen Dreifaltigkeit den Sieg der christlichen Heere im Kampf gegen die Türken erbitten.
Zwei großflächige barocke Porträts (in Kopien) stellen Ruprecht und Wolf von Eggenberg in militärischer Ausstattung dar. Der Künstler dieser beiden Porträts ist unbekannt. An den Sockeln der beiden Porträts waren einst auch Darstellungen von Türkenschlachten zu Land und zur See in Relief angebracht; diese waren jedoch bereits in den 1930er Jahren nicht mehr erkennbar und sind heute gänzlich mit weißer Farbe übermalen.
In der Mitte des Kapellenraums befindet sich im schachbrettartig ausgelegten Fußboden eine Falltür aus Schmiedeeisen, die den Zugang zur darunter liegenden Gruft verschließt.

### Gruftraum
Das unter dem Kapellenraum des Mausoleums liegende kleine Kellergewölbe bietet Platz für drei Sarkophage. An der nördlichen Wand befindet sich der steinerne mit einem Totenkopf versehene Sarkophag Ruprechts von Eggenberg mit mehreren Inschriften. Oben trägt der Sarkophag die Inschrift TE NUNQUAM TIMUI (dt.: Dich habe ich nie gefürchtet), an der Seite die Inschrift DUCUM EST PUGNARE (dt.: Führer müssen kämpfen) und am Fußende die Inschrift HIC SUIT, HIC SECIT, PUGNAVIT, VICIT, AMAVIT (dt.: Hier hat gelebt, war er tätig, hat gekämpft, gesiegt, geliebt). An der südlichen Wand befindet sich der ebenfalls steinerne und mit einem Totenkopf versehene Sarkophag seines Neffen und Universalerben Wolf von Eggenberg mit den Inschriften Besser dich (oben) und MORS RAPUIT DUCES (dt.: Der Tod raubte die Führer; Seite). Der Leichnam von Fürsterzbischof Theodor Kohn ruht, mit allen Pontifikalien versehen, in einem dreifachen Sarkophag aus Glas, Metall und Marmor.

## Bestattete Personen
- Ruprecht von Eggenberg († 1611), kaiserlicher Offizier
- Wolf von Eggenberg († 1615), kaiserlicher Offizier
- Theodor Kohn († 1915), Fürsterzbischof von Olmütz

## Bedeutung
Als repräsentative Würdigung der militärischen und politischen Leistungen Ruprechts von Eggenberg ist das Mausoleum nicht nur ein persönliches Grabmonument, sondern auch ein programmatisches Symbol des katholischen Glaubens, für die Gegenreformation und den Kampf gegen den Protestantismus. Diese programmatische Zielsetzung erklärt laut Bernhard Peter auch die Eigenständigkeit des Mausoleums gegenüber der Eggenberg'schen Grablege in der Pfarrkirche in Ehrenhausen. Die Ehrenhausener Linie der Eggenberg war katholisch, die Grazer Linie des Hauses hingegen protestantisch. Erst unter Fürst Ulrich von Eggenberg konvertierte die Grazer Linie zum Katholizismus.
Das Mausoleum für Ruprecht von Eggenberg zählt neben dem Mausoleum für Erzherzog Karl II. in der Basilika Seckau sowie dem Mausoleum für Kaiser Ferdinand II. in Graz zu den drei großen aus dem Zeitalter der Gegenreformation stammenden Mausoleen in der Steiermark.